# ジェニー・フロム・ザ・ブロック
「ジェニー・フロム・ザ・ブロック (Jenny from the Block) 」はアメリカ合衆国の女優で歌手のジェニファー・ロペスの楽曲。この楽曲は、彼女の4枚目のスタジオ・アルバム『ディス・イズ・ミー…ゼン』に収録され、アルバムからは最初のシングルとして2002年9月26日にリリースされた。各国の週間シングル・チャートでは、カナダで1位を獲得。アメリカ合衆国、イギリス、オランダ、デンマークで3位などとなった。